# Planetas más allá de Neptuno

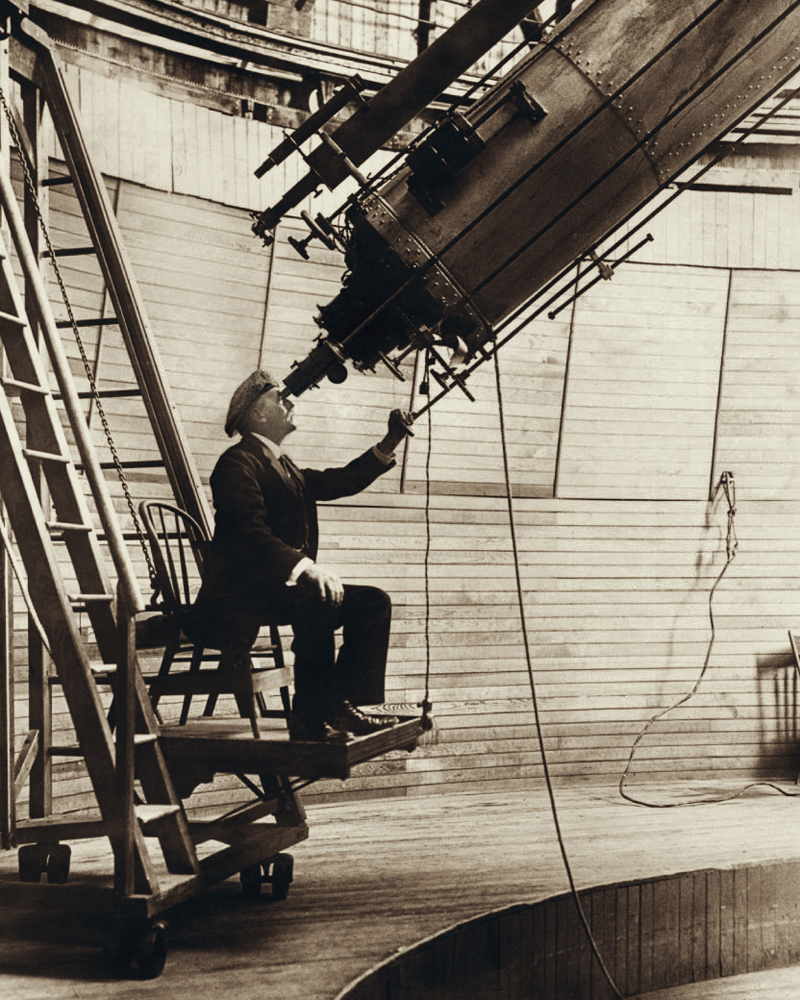
Percival Lowell, creador de la hipótesis del planeta X, en imagen de 1914.

El término planeta X o planeta más allá de la órbita de Neptuno se usaba en astronomía para designar en general a los planetas cuya existencia se postuló desde el descubrimiento del planeta Neptuno en 1846. La búsqueda de planetas transneptunianos comenzó en el siglo XIX y culminó en el inicio del XX con la «búsqueda del planeta X» realizada por Percival Lowell. Este propuso el planeta X para explicar las aparentes anomalías en la órbita de los planetas gigantes, en particular Urano y Neptuno, especulando que la gravedad de un gran noveno planeta no visible podría haber perturbado a Urano lo suficiente para dar cuenta de las irregularidades.
El descubrimiento de Plutón por Clyde Tombaugh en 1930 consiguió validar la hipótesis de Lowell, y Plutón pasó a ser nombrado oficialmente «el noveno planeta». En 1978, se determinó de forma concluyente que Plutón era demasiado pequeño para que su gravedad afectara a los planetas gigantes, dando lugar a una breve búsqueda de un décimo planeta. La búsqueda fue abandonada en gran medida a principios de la década de 1990, cuando un estudio de las mediciones realizadas por el Voyager 2 encontró que las irregularidades observadas en la órbita de Urano se debían a una ligera sobreestimación de la masa de Neptuno. Después de 1992, el descubrimiento de numerosos pequeños objetos helados con órbitas similares o incluso más amplias que la de Plutón llevó a un debate sobre si Plutón debía seguir siendo un planeta, o si él y sus vecinos debían, al igual que los asteroides, clasificarse como un grupo separado. Aunque varios de los miembros más grandes de este grupo fueron descritos inicialmente como planeta, la redefinición de planeta de 2006 reclasificó a Plutón y a los objetos del mismo tipo como planetas enanos, estableciendo en ocho el número de planetas en el sistema solar.
La comunidad astronómica está ampliamente de acuerdo en que el Planeta X, tal como se lo concibió en un principio, no existe, pero el concepto ha sido revivido para explicar otras anomalías observadas en el sistema solar exterior. En la cultura popular, e incluso entre algunos astrónomos, el Planeta X se ha convertido en un término sustituto de cualquier planeta no descubierto en el sistema solar exterior, independientemente de su relación con la hipótesis de Lowell. También se ha sugerido la existencia de otros planetas transneptunianos, sobre la base de otros indicios. A partir de marzo de 2014, las observaciones con el  telescopio WISE han descartado la posibilidad de un objeto del tamaño de Saturno a menos de 10 000 UA, y un tamaño de Júpiter o mayor a menos de 26 000 UA.
En 2014, basándose en las similitudes de las órbitas de un grupo de objetos transneptunianos extremos descubiertos en ese momento, dos astrónomos lanzaron la hipótesis de la existencia de un planeta tipo supertierra, de 2 a 15 veces la masa de la Tierra y más allá de 200 UA con una posible órbita inclinada a 1500 UA. En 2016, nuevos cálculos mostraron que este lejano planeta desconocido tendría probablemente una órbita inclinada y excéntrica que va desde no menos de 200 UA hasta no más de aproximadamente 1600 UA del Sol. La órbita estaría más o menos en el mismo plano que los objetos transneptunianos extremos, pero con su eje mayor en la dirección opuesta. Debido a que Plutón ya no es considerado un planeta por la Unión Astronómica Internacional, este nuevo objeto hipotético se ha conocido como Planeta Nueve.

## Primeras especulaciones

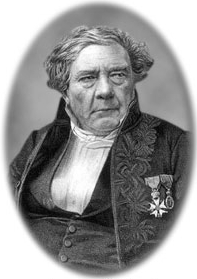
Jacques Babinet, uno de los primeros proponentes de un planeta transneptuniano.

En 1781, Anders Johan Lexell fue el primero en determinar con precisión la órbita de Urano y percatarse de las irregularidades que esta tenía. Concluyó que debía haber otros planetas en el sistema solar más allá de las 100 UA que perturbaran la órbita de Urano, y que el radio del sistema solar era, por tanto, superior a las 100 UA.
Alexis Bouvard publicó en 1821 una compilación de tablas astronómicas de la órbita de Urano que contenían predicciones sobre las posiciones futuras del planeta basadas en la ley de la gravitación universal de Newton. Observaciones posteriores revelaron desviaciones sustanciales de la órbita respecto a las predicciones de las tablas, y llevaron a Bouvard a teorizar sobre la existencia de un cuerpo perturbador.
En la década de 1840, el matemático francés Urbain Le Verrier aplicó la mecánica de Newton para analizar las perturbaciones en la órbita de Urano, y planteó la hipótesis de que fueran causadas por la fuerza gravitatoria de un planeta aún por descubrir. Le Verrier predijo la posición de este nuevo planeta y envió sus cálculos al astrónomo alemán Johann Gottfried Galle. El 23 de septiembre de 1846, la noche siguiente a su recepción de la carta, Galle y su estudiante Heinrich d'Arrest descubrieron Neptuno, exactamente donde Le Verrier había predicho. Quedaban algunas pequeñas discrepancias en las órbitas de los planetas gigantes, consideradas como indicios de la existencia de otro planeta orbitando más allá de Neptuno.
Incluso antes del descubrimiento de Neptuno, algunos especularon que un único planeta no era suficiente para explicar las discrepancias en la órbita de Urano: el 17 de noviembre de 1834, el reverendo británico y astrónomo aficionado Thomas John Hussey informó a George Biddell Airy, el Astrónomo Real británico, de una conversación que había tenido con el astrónomo francés Alexis Bouvard: cuando Hussey sugirió a Bouvard que el movimiento inusual de Urano podría deberse a la influencia gravitacional de un planeta sin descubrir, Bouvard respondió que la idea se le había ocurrido, y que había mantenido correspondencia con Peter Andreas Hansen, director del observatorio Seeberg de  Gotha, sobre el tema. Hansen opinó que un solo cuerpo no podía explicar adecuadamente el movimiento de Urano, y postuló que había dos planetas más allá de su órbita.
Jacques Babinet presentó en 1848 objeciones a los cálculos de Le Verrier, al sostener que la masa observada de Neptuno era más pequeña y su órbita más amplia de lo estimado inicialmente por Le Verrier. Postuló, basado en gran medida en la simple sustracción de los cálculos de Le Verrier, que debía existir un planeta transneptuniano, que denominó «Hyperion», de aproximadamente 12 masas terrestres. Le Verrier rechazó a su vez la hipótesis de Babinet, diciendo: «[No hay] absolutamente nada que permita determinar la posición de otro planeta, salvo hipótesis en que la imaginación juegue una parte demasiado grande».
James Ferguson, astrónomo auxiliar en el Observatorio Naval de Estados Unidos, señaló en 1850 que había «perdido» una estrella que había observado, GR1719k, hecho que Matthew Maury, el superintendente del Observatorio, consideró evidencia de que debía de tratarse de un nuevo planeta. Búsquedas posteriores no lograron encontrar el «planeta» en una posición diferente, y en 1878, C. H. F. Peters, director del Observatorio del Hamilton College en Nueva York, demostró que no había tal estrella, y que los resultados anteriores se debían a un error humano.
Camille Flammarion señaló en 1879 que los cometas 1862 III y 1889 III tenían afelios de 47 y 49 UA, respectivamente, lo que indicaba que podrían marcar el radio orbital de un planeta desconocido que los hubiese empujado a una órbita elíptica. El astrónomo Georges Forbes llegó a la conclusión sobre la base de estos indicios de que debían existir dos planetas más allá de Neptuno y calculó sus elementos orbitales tomando como punto de partida que había cuatro cometas con afelios alrededor de 100 UA y otros seis con afelios en torno a 300 UA. Las órbitas predichas por Forbes concordaban con las que otro astrónomo llamado David Peck Todd había calculado de forma independiente, lo que condujo a muchos a suponer que eran válidas. Otros, sin embargo, argumentaban que las órbitas de los cometas implicados eran aún demasiado inciertas para producir resultados significativos.
En 1900 y 1901, el director del Observatorio del Harvard College, William Henry Pickering, lideró dos búsquedas de planetas transneptunianos. La primera fue iniciada por el astrónomo danés  Hans Emil Lau quien, tras estudiar los datos sobre la órbita de Urano entre 1890-1895, concluyó que un planeta transneptuniano por sí solo no podía explicar las discrepancias en su órbita, y postuló la posición de los dos planetas que creía responsables. La segunda se inició cuando Gabriel Dallet sugirió que un solo planeta transneptuniano situado a 47 UA podría explicar el movimiento de Urano. Pickering acordó examinar placas en búsqueda de objetos sospechosos. En ninguno de los casos se obtuvieron resultados satisfactorios.
Thomas Jefferson Jackson See, un astrónomo con reputación de egocéntrico, opinó en 1909 que «sin duda hay uno, muy probablemente dos y posiblemente tres planetas más allá de Neptuno». Tentativamente, llamó al primer planeta «Oceanus», y los ubicó a 42, 56 y 72 UA del Sol; no dio ninguna indicación en cuanto a cómo determinó su existencia, y no se organizó ninguna búsqueda de la que se tenga conocimiento para localizarlos.
El astrónomo indio Venkatesh P. Ketakar sugirió en 1911 la existencia de dos planetas transneptunianos, que llamó Brahma y Vishnu, a partir del estudio de los patrones observados por Pierre-Simon Laplace en los satélites de Júpiter y su aplicación a los planetas exteriores. Las tres lunas galileanas internas de Júpiter, Ío, Europa y Ganimedes, orbitan en resonancia en razón de 1:2:4, lo que se denomina resonancia de Laplace. Ketakar sugirió que Urano, Neptuno y sus planetas transneptunianos hipotéticos se encontraban en resonancias de Laplace similares. Sus cálculos predijeron una distancia media de Brahma de 38.95 UA y un período orbital de 242.28 años terrestres (resonancia con Neptuno 3:4). Cuando Plutón fue descubierto 19 años después, su distancia media de 39.48 UA y el período orbital de 248 años terrestres estaban cerca de la predicción de Ketakar (Plutón, de hecho, tiene una resonancia 2:3 con Neptuno). Ketakar estimó solo la distancia y el período medios, sin abordar el resto de elementos orbitales. No está claro cómo Ketakar llegó a estas cifras, y su segundo planeta, Vishnu, nunca fue localizado.

## Planeta X

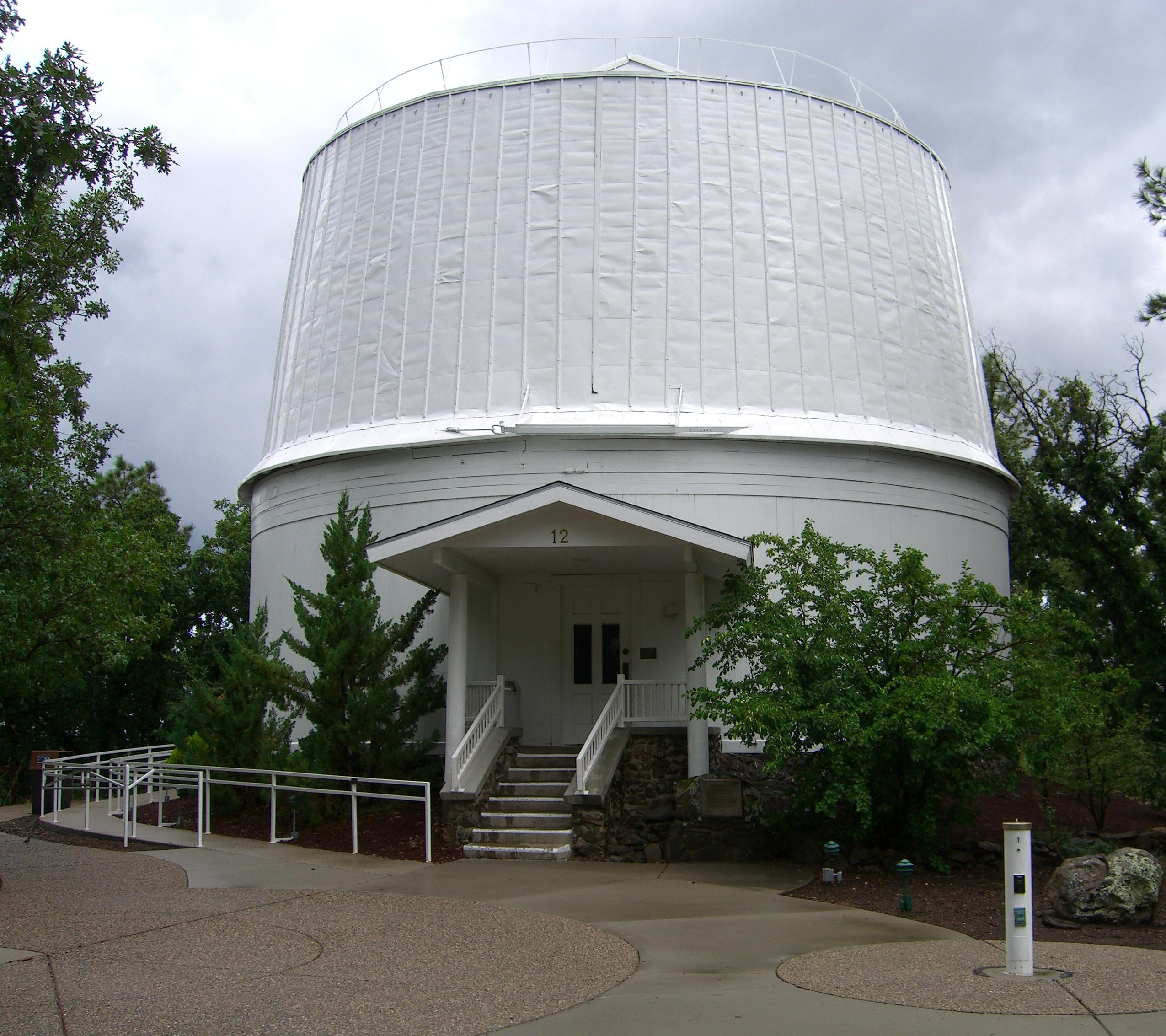
Telescopio Clark en Mars Hill, en el Observatorio Lowell

En 1894, con la ayuda de William Pickering, Percival Lowell, un bostoniano rico, fundó el Observatorio Lowell en Flagstaff (Arizona). En 1906, convencido de que podía resolver el enigma de la órbita de Urano, comenzó un amplio proyecto para buscar un planeta transneptuniano, al que llamó Planeta X. La 'X' en el nombre representa una incógnita y se pronuncia como la letra, en contraposición al número romano X (10) —en ese momento, el Planeta X habría sido el noveno planeta—. Con la búsqueda del Planeta X Lowell esperaba restablecer su credibilidad científica, que había perdido gracias a su creencia ampliamente ridiculizada de que en Marte existían canales construidos por una civilización inteligente.
La primera búsqueda de Lowell se centró en la eclíptica, el plano abarcado por el zodiaco, por donde los otros planetas del sistema solar transitan. Utilizando una cámara fotográfica de 5 pulgadas, examinó manualmente más de 200 exposiciones de tres horas con una lupa, y no encontró planetas. En ese momento Plutón estaba demasiado por encima de la eclíptica para aparecer en las fotografías. Después de la revisión de sus posibles ubicaciones previstas, Lowell realizó una segunda búsqueda entre 1914 y 1916. En 1915, publicó sus Memorias de un planeta Trans-neptuniano, en la que concluyó que el Planeta X tenía una masa más o menos de siete veces la de la Tierra, alrededor de la mitad que la de Neptuno y se ubicaba a una distancia media del Sol de 43 UA. Asumió que el Planeta X sería un objeto grande, de baja densidad con un albedo alto, al igual que los planetas gigantes. Como resultado, se mostraría como un disco con un diámetro de alrededor de un segundo de arco y una magnitud aparente de entre 12 y 13, lo suficientemente brillante para ser detectable.
Por otra parte, en 1908 Pickering anunció que, mediante el análisis de las irregularidades en la órbita de Urano, había encontrado evidencia de un noveno planeta. Su planeta hipotético, que calificó de «Planeta O» (debido a que se predijo después de «N», es decir, Neptuno), poseía un radio orbital medio de 51.9 UA y un período orbital de 373.5 años. Las placas tomadas en su observatorio en Arequipa, Perú, no mostraron el planeta predicho, y el astrónomo británico  P. H. Cowell demostró que las irregularidades observadas en la órbita de Urano prácticamente desaparecían al tomar en cuenta el desplazamiento de longitud del planeta. El propio Lowell, a pesar de su estrecha asociación con Pickering, desestimó el Planeta O, al decir: «Este planeta está muy bien llamado «O», [porque] no es nada en absoluto». Sin el conocimiento de Pickering, cuatro de las placas fotográficas tomadas en la búsqueda del «Planeta O» por los astrónomos en el Observatorio del Monte Wilson en 1919 capturaron imágenes de Plutón, algo que solo fue reconocido años más tarde. Pickering llegó a sugerir muchos otros posibles planetas transneptunianos hasta el año 1932, a los que llamó P, Q, R, S, T y U; ninguno se detectó nunca.

### Descubrimiento de Plutón
La repentina muerte de Lowell en 1916 detuvo temporalmente la búsqueda del Planeta X. El hecho de no encontrar el planeta, según un amigo, «casi lo mató». Constance Lowell, la viuda de Lowell, posteriormente involucró al observatorio en una larga batalla legal para conseguir su parte del millón de dólares de la herencia de Lowell, lo que significó que la búsqueda del Planeta X no pudo ser reanudada durante varios años. En 1925, el observatorio obtuvo discos de vidrio para un nuevo telescopio de 13 pulgadas de ancho para continuar la búsqueda, construido con fondos de George Lowell, el hermano de Percival. En 1929 el director del observatorio, Vesto Melvin Slipher, encargó la tarea de localizar el planeta a Clyde Tombaugh, un joven de 22 años de edad de Kansas recién llegado al Observatorio Lowell, por impresionar a Slipher con sus dibujos astronómicos.
La tarea de Tombaugh era capturar sistemáticamente secciones del cielo nocturno por parejas de imágenes. Cada imagen se tomaba por duplicado con dos semanas de diferencia. A continuación, las dos imágenes de cada sección se examinaban en una máquina llamada microscopio de parpadeo, que mediante un intercambio rápido de las imágenes creaba una ilusión de movimiento en cualquier cuerpo planetario por un breve lapso de tiempo. Para reducir las posibilidades de que un movimiento rápido —y por tanto más cercano— de un objeto fuera confundido con el nuevo planeta, Tombaugh fotografiaba cada región cerca de su punto de oposición, a 180 grados del Sol, donde el movimiento retrógrado aparente para los objetos más allá de la órbita de la Tierra es más evidente. También tomó una tercera imagen como un control para eliminar los resultados falsos causados por los defectos de una placa individual. Tombaugh decidió tomar imágenes de todo el zodíaco, en lugar de centrarse en aquellas regiones sugeridas por Lowell.
A principios de 1930, la búsqueda de Tombaugh había llegado a la constelación de Géminis. El 18 de febrero de 1930, después de buscar durante casi un año y examinar casi dos millones de estrellas, Tombaugh descubrió un objeto en movimiento en las placas fotográficas tomadas el 23 de enero y el 29 de enero de ese año. Una fotografía de menor calidad tomada el 21 de enero confirmaba el movimiento. Tras la confirmación, Tombaugh entró en la oficina de Slipher y declaró: «Doctor Slipher, he encontrado su Planeta X». El objeto estaba a solo seis grados de uno de los dos lugares que Lowell había sugerido; por tanto, parecía que por fin había sido reivindicado. Después de que el observatorio obtuviera más fotografías de confirmación, las noticias del descubrimiento se telegrafiaron al Harvard College Observatory el 13 de marzo de 1930. El nuevo objeto fue posteriormente descubierto en fotografías hechas el 19 de marzo de 1915. La decisión de nombrar al objeto como Plutón se produjo para hacer honor a Percival Lowell, ya que sus iniciales forman las dos primeras letras del nombre del planeta. Después de descubrir Plutón, Tombaugh continuó buscando en la eclíptica otros objetos distantes. Encontró cientos de estrellas variables y asteroides, así como dos cometas, pero no más planetas.

### Plutón pierde el título de Planeta X

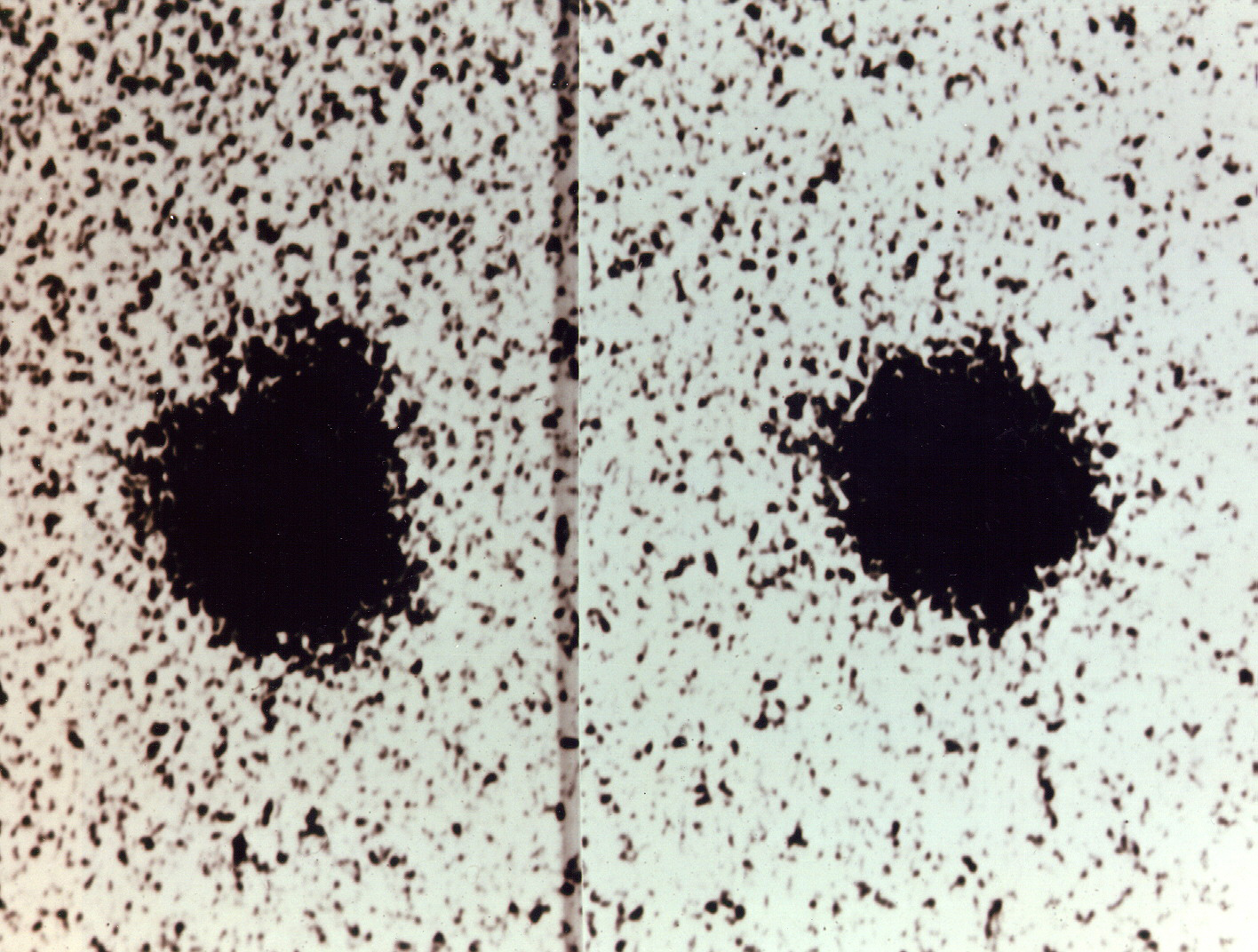
Imagen del descubrimiento de Caronte

Para decepción y sorpresa del observatorio, Plutón no mostraba un disco visible; aparecía como un punto, no diferente de una estrella, y con una magnitud 15, seis veces más tenue de lo que Lowell había predicho, lo que significaba que era excesivamente pequeño u oscuro. Como los astrónomos del Observatorio Lowell pensaban que Plutón era lo suficientemente masivo para  perturbar planetas, supusieron que debía tener un albedo de 0.07 —es decir, que reflejaba solo el 7 % de la luz que recibía—; casi tan oscuro como el asfalto y similar al de  Mercurio, el planeta menos reflectante conocido. Esto daría a Plutón un diámetro asumido de unos 8000 km, o alrededor del 60 % del de la Tierra. Las observaciones también revelaron que la órbita de Plutón era muy elíptica, mucho más que la de cualquier otro planeta.
Algunos astrónomos disputaron el estatus de Plutón como planeta. Poco después de su descubrimiento en 1930,  Armin O. Leuschner sugirió que su oscuridad y alta excentricidad orbital lo hacían más similar a un asteroide o un cometa. «El resultado confirma la posible alta excentricidad anunciada por nosotros el 5 de abril. Puede tratarse de un gran asteroide con una órbita significativamente perturbada por una estrecha aproximación a un planeta mayor, como Júpiter, ser uno de los muchos objetos aún por descubrir a largo plazo o un objeto cometario brillante». En 1931, utilizando una fórmula matemática, Ernest William Brown afirmaba (de acuerdo con E. C. Bower), que las presuntas irregularidades en la órbita de Urano no podían atribuirse al efecto gravitacional de un planeta tan distante, y por tanto la supuesta predicción de Lowell era «puramente accidental».
A lo largo del siglo XX, las estimaciones de la masa de Plutón fueron revisadas a la baja. En 1931, Nicholson y Mayall calcularon que su masa tendría equivalente a la de la Tierra, sobre la base de su supuesto efecto sobre los planetas gigantes; Lloyd R. Wylie, en el Observatorio Naval de Estados Unidos, estimó en 1942 un valor próximo a las 0.91 M⊕ utilizando los mismos supuestos. En 1949, las medidas de Gerard Kuiper del diámetro de Plutón con el telescopio de 200 pulgadas en el Observatorio Palomar le llevó a la conclusión de que su tamaño estaba entre el de Mercurio y el de Marte, y que su masa más probable era de aproximadamente 0.1 M⊕.
En 1973, Dennis Rawlins conjeturó, dadas las similitudes en la periodicidad y la amplitud de la variación de brillo entre Plutón y la luna de Neptuno Tritón, que la masa de Plutón debía ser similar a la de Tritón, hipótesis ya sostenida por los astrónomos Walter Baade y E. C. Bower en 1934. Sin embargo, dado que en 1973 se creía que la masa de Tritón representaba aproximadamente un 2.5 % de la del sistema Tierra-Luna —más de diez veces su valor real— la determinación de Rawlins para la masa de Plutón era igualmente incorrecta. Se llegó así a la conclusión de que Plutón no era el Planeta X. En 1976, Dale Cruikshank, Carl Pilcher y David Morrison de la Universidad de Hawái analizaron los espectros de la superficie de Plutón y determinaron que contenía hielo de metano, que es altamente reflectante. Esto significaba que Plutón, lejos de ser oscuro, es de hecho excepcionalmente brillante, y por tanto su masa no supera las 0.01 M⊕.
| Año  | Masa                 | Notas                           |
| ---- | -------------------- | ------------------------------- |
| 1931 | 1 Tierra             | Nicholson & Mayall              |
| 1942 | 0.91 Tierra          | Wylie                           |
| 1948 | 0.1 (1/10 Tierra)    | Kuiper                          |
| 1973 | 0.025 (1/40 Tierra)  | Rawlins                         |
| 1976 | 0.01 (1/100 Tierra)  | Cruikshank, Pilcher, & Morrison |
| 1978 | 0.002 (1/500 Tierra) | Christy & Harrington            |

El tamaño real de Plutón se determinó finalmente en 1978, cuando el astrónomo estadounidense James W. Christy descubrió su luna Caronte. Esto le permitió, junto con Robert Sutton Harrington del Observatorio Naval de Estados Unidos, medir la masa del sistema Plutón-Caronte directamente observando el movimiento orbital de la luna alrededor de Plutón. Determinaron la masa de Plutón en 1.31 × 1022 kg; aproximadamente unas 500 veces menor que la terrestre o seis veces inferior a la lunar, y demasiado pequeña para justificar las discrepancias observadas en las órbitas de los planetas exteriores. La «predicción» de Lowell había sido una coincidencia: si había un Planeta X, no era Plutón.

### Otras búsquedas del Planeta X
Después de 1978, una serie de astrónomos mantuvieron la búsqueda del Planeta X de Lowell, convencidos de que, debido a que Plutón ya no era un «candidato viable», un décimo planeta invisible debía estar perturbando los planetas exteriores.
En los años 1980 y 1990, Robert Harrington lideró una búsqueda para determinar la verdadera causa de las irregularidades aparentes. Calculó que cualquier Planeta X estaría aproximadamente a tres veces la distancia de Neptuno al Sol; su órbita sería muy excéntrica y fuertemente inclinada respecto a la eclíptica. Presentaría un ángulo de, aproximadamente, 32 grados en relación con el plano orbital. Esta hipótesis contó con una recepción mixta. Tomó nota de Planeta X el escéptico Brian G. Marsden del Minor Planet Center, que señaló que estas discrepancias eran cien veces más pequeñas que las anotadas por Le Verrier y fácilmente podrían ser debidas a un error de observación.
En 1972, Joseph Brady estudió irregularidades en el movimiento del cometa Halley desde el Laboratorio Nacional Lawrence Livermore. Brady dijo que podrían haber sido causadas por un planeta del tamaño de Júpiter más allá de Neptuno, a 59 UA, con una órbita retrógrada alrededor del Sol. Sin embargo, tanto Marsden como P. Kenneth Seidelmann refutaron la hipótesis del Planeta X, al demostrar que el cometa Halley irregularmente expulsa chorros de material, causando cambios en su propia trayectoria orbital, y que un objeto tan masivo como el Planeta X habría afectado gravemente a las órbitas de los planetas exteriores conocidos.
Aunque su misión no implicaba una búsqueda del Planeta X, el observatorio espacial IRAS fue noticia brevemente en 1983 por el hallazgo de un «objeto desconocido» que describieron inicialmente como «posiblemente tan grande como el planeta gigante Júpiter y tan cercano a la Tierra que sería parte de este sistema solar». Un análisis más detallado reveló que de esos objetos no identificados, nueve eran galaxias distantes y el décimo eran «cirros interestelares»; ninguno se encontraba en el sistema solar.
En 1988, A. A. Jackson y R. M. Killen estudiaron la estabilidad de resonancia de Plutón con Neptuno probando varios «Planetas X» con diversas masas y a distintas distancias de Plutón. Las órbitas de Plutón y Neptuno están en una resonancia 3:2, lo que impide su colisión independientemente de su separación en el eje z. Se encontró que la masa del objeto hipotético tenía que superar cinco veces la masa terrestre para romper la resonancia, y el espacio de parámetros es bastante grande y una gran variedad de objetos podrían haber existido más allá de Plutón sin interferir en la resonancia. Se han realizado pruebas teóricas para un período de cuatro millones de años utilizando cuatro órbitas con el fin de determinar los efectos de dicho cuerpo sobre la estabilidad de la resonancia 3:2 entre Neptuno y Plutón. Los planetas más allá de Plutón con masas de 0.1 y 1.0 masas terrestres en órbitas en 48.3 y 75.5 UA, respectivamente, no perturban la resonancia 3:2. Planetas hipotéticos de 5 masas terrestres con semiejes mayores de 52.5 y 62.5 UA interrumpen la libración de cuatro millones de años de la argumentación de Plutón del perihelio.

### Planeta X descartado
Harrington murió en enero de 1993, sin haber encontrado el Planeta X. Seis meses antes, E. Myles Standish había utilizado datos del sobrevuelo de la Voyager 2 en 1989 sobre Neptuno, que había revisado la masa total del planeta a la baja en un 0.5 % —una cantidad comparable a la masa de Marte— para volver a calcular su efecto gravitacional sobre Urano. Cuando se utilizó la masa recién determinada de Neptuno en la Jet Propulsion Laboratory Development Ephemeris (JPL DE), la supuesta discrepancia en la órbita de Urano y con ella la necesidad de un Planeta X, desaparecieron. No hay discrepancias en las trayectorias de las sondas espaciales como Pioneer 10, Pioneer 11, Voyager 1, y Voyager 2 que puedan atribuirse a la atracción gravitatoria de un objeto desconocido de gran tamaño en el sistema solar exterior. La anomalía de las Pioneer de 2004 todavía no ha podido demostrar relación con un cuerpo planetario de grandes dimensiones en el sistema solar exterior. La mayoría de los astrónomos coinciden en que el Planeta X que Lowell definió, no existe.

## Descubrimiento de más objetos transneptunianos

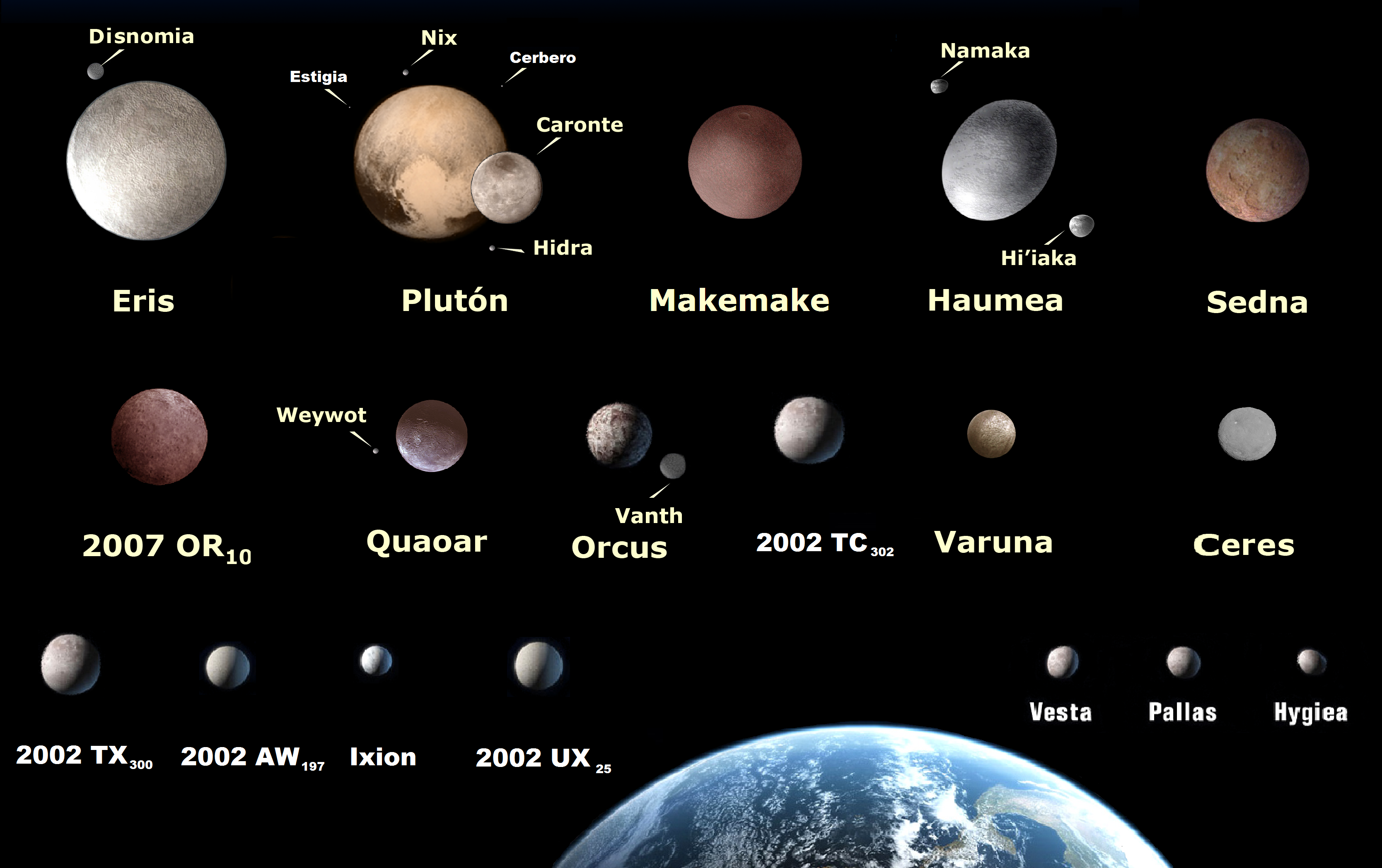
Comparación de planetas enanos y otros cuerpos esféricos del sistema solar.

Después del descubrimiento de Plutón y Caronte, no se encontraron más objetos transneptunianos (TNOs) hasta (15760) 1992 QB1 en 1992. Desde entonces, se han observado cientos de tales objetos. La mayoría son ahora reconocidos como parte del cinturón de Kuiper, un enjambre de cuerpos helados sobrantes de la formación del sistema solar que orbitan cerca del plano de la eclíptica más allá de Neptuno. Aunque ninguno es tan grande como Plutón, algunos de estos objetos distantes transneptunianos, como  Sedna, fueron descritos inicialmente en los medios de comunicación como «nuevos planetas».
En 2005, el astrónomo  Mike Brown y su equipo anunciaron el descubrimiento de 2003 UB313 —más tarde llamado Eris por la diosa griega de la discordia y la contienda—, un objeto transneptuniano ligeramente mayor que Plutón. Poco después, un comunicado de prensa de la NASA del Jet Propulsion Laboratory describió el objeto como el «décimo planeta».
Eris nunca fue oficialmente clasificado como un planeta, y la redefinición de planeta de 2006 define tanto a Eris como a Plutón como planetas enanos porque no han limpiado su órbita (no orbitan al Sol en soledad, sino como parte de una población de objetos de tamaño similar). El propio Plutón es ahora reconocido como un miembro del cinturón de Kuiper y el planeta enano más grande después de Eris.
Algunos astrónomos, el más notable Alan Stern, el jefe de la misión a Plutón New Horizons de la NASA, sostienen que la definición de la UAI es defectuosa, y que Plutón y Eris, y todos los grandes objetos transneptunianos, como Makemake, Sedna, Quaoar, Varuna y Haumea, deben ser considerados planetas por derecho propio. Sin embargo, el descubrimiento de Eris no revivió la teoría del Planeta X, ya que es demasiado pequeño para tener efectos significativos en las órbitas de los planetas exteriores.

## Propuestas posteriores para el Planeta X
Aunque la mayoría de los astrónomos aceptan que el Planeta X de Lowell no existe, varios han revivido la idea de que un gran planeta invisible podría crear efectos gravitacionales observables en el sistema solar exterior. Estos objetos hipotéticos son referidos a menudo como «Planeta X», aunque la concepción de estos objetos puede diferir considerablemente de la propuesta por Lowell.

### Órbita de Sedna

La órbita de Sedna (rojo) frente a las órbitas de Júpiter (naranja), Saturno (amarillo), Urano (verde), Neptuno (azul) y Plutón (púrpura). La órbita de Sedna se encuentra mucho más allá de estos objetos, y se extiende muchas veces sus distancias del Sol.

Cuando se descubrió Sedna, su órbita excepcional planteó preguntas acerca de su origen. Su perihelio es tan distante (≈75 UA) que no hay un mecanismo todavía descubierto que pueda explicarlo. Está demasiado lejos de los planetas como para haber sido afectado por la gravedad de Neptuno. Se avanzaron diversas hipótesis para explicar su órbita, como la influencia de una estrella de paso, su captura desde otro sistema planetario, o su emplazamiento en su posición actual por un planeta transneptuniano. La forma más sencilla de explicar la peculiar órbita de Sedna sería localizar uno o varios objetos en una región similar, cuyas diversas configuraciones orbitales proporcionarían una indicación en cuanto a su historia pasada. Si Sedna hubiese sido lanzado a su órbita por un planeta transneptuniano, cualquier otro objeto que se encontrase en su región tendría un perihelio similar a Sedna (alrededor de 80 UA). En 2014, los astrónomos anunciaron el descubrimiento de 2012 VP113, un objeto grande, con una órbita de 4200 años, como la de Sedna, y un perihelio de aproximadamente 80 UA, lo que llevó a especulaciones sobre la existencia de un potencial planeta transneptuniano. Trujillo y Sheppard afirmaron que la agrupación de argumentos de perihelio para VP113 y otros TNO (objetos transneptunianos) distantes abogaba por la existencia de una «Supertierra» de entre 2 y 15 masas terrestres cerca de la eclíptica a 200-300 UA; sin embargo, los cálculos posteriores de Lorenzo Iorio sostienen una distancia mínima de 496 a 570 UA para un objeto de 2 masas terrestres y 970-1111 UA para un objeto de 15 masas terrestres. En 2014 astrónomos de la Universidad Complutense de Madrid sugirieron que los datos disponibles en realidad abogan por más de un planeta transneptuniano.
Incluso sin evidencias gravitacionales, Mike Brown, descubridor de Sedna, ha argumentado que la órbita de 12 000 años de Sedna indica que probablemente existe un objeto del tamaño de la Tierra más allá de Neptuno. La órbita de Sedna es tan excéntrica, que el cuerpo pasa solo una pequeña fracción de su período orbital cerca del Sol, donde se puede observar fácilmente. Esto significa que, a menos que su descubrimiento fuese un extraño accidente, es probable que haya una población considerable de objetos más o menos del diámetro de Sedna aún no observados en su región orbital. Mike Brown señaló que «Sedna es aproximadamente tres cuartas partes del tamaño de Plutón. Si hay sesenta objetos de tres cuartas partes del tamaño de Plutón [ahí] entonces probablemente hay cuarenta objetos del tamaño de Plutón. [...] Si hay  cuarenta objetos del tamaño de Plutón, entonces hay probablemente diez que son del doble del tamaño de Plutón, y probablemente tres o cuatro que son tres veces más grandes, y el más grande de estos objetos, [...] es probablemente del tamaño de Marte o del tamaño de la Tierra». Sin embargo, señala que, paradójicamente, si se encuentra un objeto en esta región con un tamaño similar al terrestre, todavía sería un planeta enano por la definición actual, ya que no habría limpiado su vecindario.

### Acantilado de Kuiper
La especulación sobre un posible planeta transneptuniano ha girado en torno al llamado «acantilado de Kuiper». El cinturón de Kuiper termina repentinamente a una distancia de 48 UA del Sol. Algunos han especulado que esta bajada repentina puede atribuirse a la presencia de un objeto con una masa entre la de Marte y la Tierra que se encuentra más allá de las 48 UA. La presencia de un planeta como Marte en una órbita circular a 60 UA conduce a una población de objetos transneptunianos incompatible con las observaciones. Por ejemplo, la población de plutinos sería muy inferior. Los astrónomos no han excluido la posibilidad de un planeta similar a la Tierra más masivo situado a más de 100 UA con una órbita excéntrica e inclinada. Las simulaciones por ordenador de Patryk Lykawka de la Universidad de Kobe han sugerido que un cuerpo con una masa de entre 0.3 y 0.7 masas terrestres, expulsado hacia el exterior por Neptuno a principios de la formación del sistema solar y que actualmente cuente con una órbita alargada entre 101 y 200 UA del Sol, podría explicar el acantilado de Kuiper y la existencia de objetos peculiares como Sedna y 2012 VP113. Aunque algunos astrónomos han apoyado con cautela estas conjeturas, otros las han tachado de «artificiales».
En 2012, Rodney Gomes del Observatorio Nacional de Brasil modeló las órbitas de 92 objetos del cinturón de Kuiper y encontró que seis de esas órbitas eran mucho más alargadas que lo que predijo el modelo. Llegó a la conclusión de que la explicación más simple era el tirón gravitacional de un compañero planetario distante, como un objeto del tamaño de Neptuno a 1500 UA o un objeto del tamaño de Marte a unas 53 UA.

### Teoría de la formación planetaria

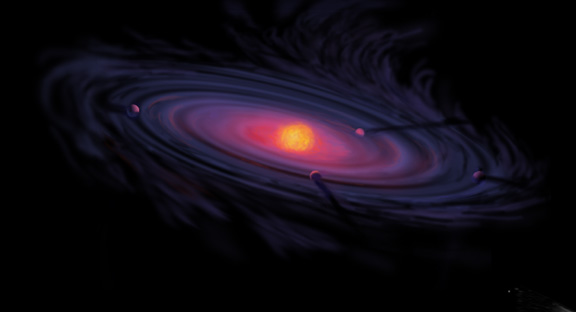
Concepción artística de un disco protoplanetario

La teoría oligarca de la formación planetaria afirma que hubo cientos de objetos del tamaño de planetas, llamados oligarcas, en las primeras etapas de la evolución del sistema solar. En 2005, el astrónomo Eugene Chiang especuló que si bien algunos de estos oligarcas se convirtieron en los planetas que conocemos hoy en día, la mayoría habrían sido arrojados hacia afuera por las interacciones gravitacionales. Algunos pueden haber escapado del sistema solar por completo para convertirse en planetas que flotan libremente por el espacio interestelar, mientras que otros estarían orbitando en un halo alrededor del sistema solar, con períodos orbitales de millones de años. Este halo estaría entre 1000 y 10 000 UA del Sol, o entre un tercio y la treintava parte de la distancia a la que se sitúa la nube de Oort.

### Nueva postulación del Planeta X
El 20 de enero de 2016 se anunció un trabajo realizado por diversos astrónomos sobre el cálculo hipotético de un planeta transneptuniano, llamado provisionalmente Planeta Nueve. La hipótesis fue realizada por los astrónomos Konstantin Batygin y Michael E. Brown —descubridor de Eris y Sedna—, del Instituto de Tecnología de California, y anunciado en la revista The Astronomical Journal. Se trataría de un planeta gigante de tamaño comparable a Neptuno, de entre cinco y diez veces la masa de la Tierra, y giraría alrededor del Sol una vez cada 15 000 años. Aunque aún no se ha observado directamente, se ha calculado su posible posición al estudiar las órbitas de sus vecinos, más allá de Plutón. Según los estudios de los autores de la hipótesis, este planeta se situaría a unas 200 UA en su mayor aproximación al Sol —siete veces más lejos que Neptuno—, pero en su periplo orbital podría llegar a alejarse del Sol entre 600 y 1200 UA, es decir, más lejos del cinturón de Kuiper. Los autores del estudio creen que el nuevo planeta podría haber sido expulsado lejos del Sol hace miles de millones de años, a causa de un empujón gravitatorio de Júpiter o Saturno. Afirman además que solo hay un 0.007 % de probabilidades de que la agrupación singular de seis objetos situados más allá de Neptuno sea debida a una simple coincidencia. De confirmarse la hipótesis se trataría efectivamente del noveno planeta del sistema solar, puesto del que fue descabalgado Plutón en 2006.

## Planetas enanos más allá de Neptuno
Desde el descubrimiento de Plutón, muchos otros objetos han sido descubiertos en regiones transneptunianas. Tienen especial importancia aquellos que se han clasificado como planetas enanos, descubiertos a principios del siglo XXI. La UAI ha identificado inicialmente tres cuerpos celestes que junto a Plutón conforman los planetas enanos más allá de Neptuno. A febrero de 2016 la lista es la siguiente:
| Nombre                                  | Plutón                          | Eris                         | Makemake           | Haumea             |
| --------------------------------------- | ------------------------------- | ---------------------------- | ------------------ | ------------------ |
| Imagen                                  |                                 |                              |                    |                    |
| Número del MPC                          | 134340                          | 136199                       | 136472             | 136108             |
| Región del sistema solar                | Cinturón de Kuiper              | Disco disperso               | Cinturón de Kuiper | Cinturón de Kuiper |
| Diámetro (en km)                        | 2370                            | 2326 ± 12                    | 1420 ± 60          | ~ 1400             |
| Masa (en kg) comparado con la Tierra    | ~ 1.3 × 1022 0.0022             | ~ 1.66 × 1022                | ~ 4.0 × 1021       | 4.2 ± 0.1 × 1021   |
| Radio ecuatorial medio* en km           | 0.180 1148.07                   | 0.19 ~ 1200                  | 750 ± 200          |                    |
| Volumen*                                | 0.005                           | 0.007                        |                    |                    |
| Densidad (en kg/m³)                     | 2.0                             |                              |                    |                    |
| Gravedad en el ecuador(en m/s²)         | 0.60                            |                              |                    |                    |
| Velocidad de escape (en km/s)           | 1.2                             |                              |                    |                    |
| Período de rotación (en días siderales) | -6.38718 (retrógrado)           |                              |                    |                    |
| Radio orbital* (ua) media media en km   | 29.66-49.30 39.48 5 906 376 200 | 37.77-97.56 67.67 10 210 000 | 38.51-53.07        |                    |
| Período orbital* (en años siderales)    | 248.09                          | 557                          | 309.88             | 285                |
| Velocidad media de órbita (en km/s)     | 4.7490                          | 3.436                        | 4.419              |                    |
| Excentricidad de la órbita              | 0.249                           | 0.442                        | 0.159              |                    |
| Inclinación de la órbita                | 17.14°                          | 44.19°                       | 28.96º             | 28.19°             |
| Inclinación del ecuador desde la órbita | 119.61°                         |                              |                    |                    |
| Temperatura superficial media (en K)    | 40                              | 30                           | 30-35              |                    |
| Número de satélites naturales           | 5                               | 1                            | 0                  | 2                  |